# Сведомский, Павел Александрович
Па́вел Алекса́ндрович Сведо́мский (рус. дореф. Павелъ Александровичъ Свѣдомскій; 7 [19] июня 1849, Санкт-Петербург — 1904, Рим, Италия или Давос, Швейцария) — русский живописец, яркий представитель интернациональной салонно-академической школы, известный историко-жанровыми картинами на сюжеты из эпох античности и раннего христианства; младший брат пейзажиста Александра Сведомского. Почётный вольный общник Императорской Академии художеств (с 1883).

## Биография

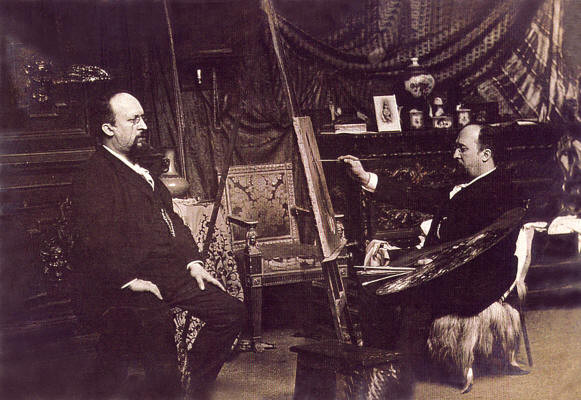
Братья Сведомские в своей римской мастерской (1880)

Родился 7 (19) июня 1849 года в дворянской семье; его старший брат Александр также стал художником.
В 1870—1871 годах учился в Дюссельдорфской академии художеств, в 1870 году — в Мюнхене в мастерской М. Мункачи. В начале 1870-х годов вместе с братом путешествовал по Франции и Италии.
В 1875 году поселился в Риме, где у них с братом была совместная мастерская на Виа Маргутта, 5.
В 1879 году был награждён Академией художеств большой поощрительной медалью за картину «Юлия в ссылке», а за картины «Москва горит» и «Дочь Камелия» получил звание почётного вольного общника и большую серебряную медаль. Живя в Риме, выезжал в своё имение в Пермской губернии, в Киев для участия в оформлении Владимирского собора.
Умер от туберкулёза в 1904 году, по одной версии — в Риме, по другим — в Швейцарии; похоронен в Риме на Некатолическом кладбище Тестаччо.

## Галерея

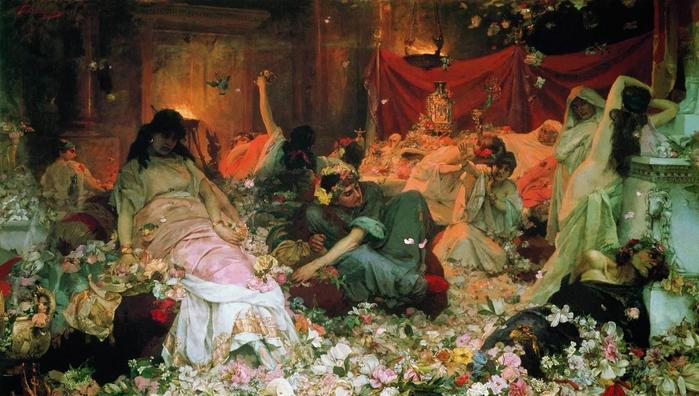
Погребение в цветах гостей Гелиогабала (1886)
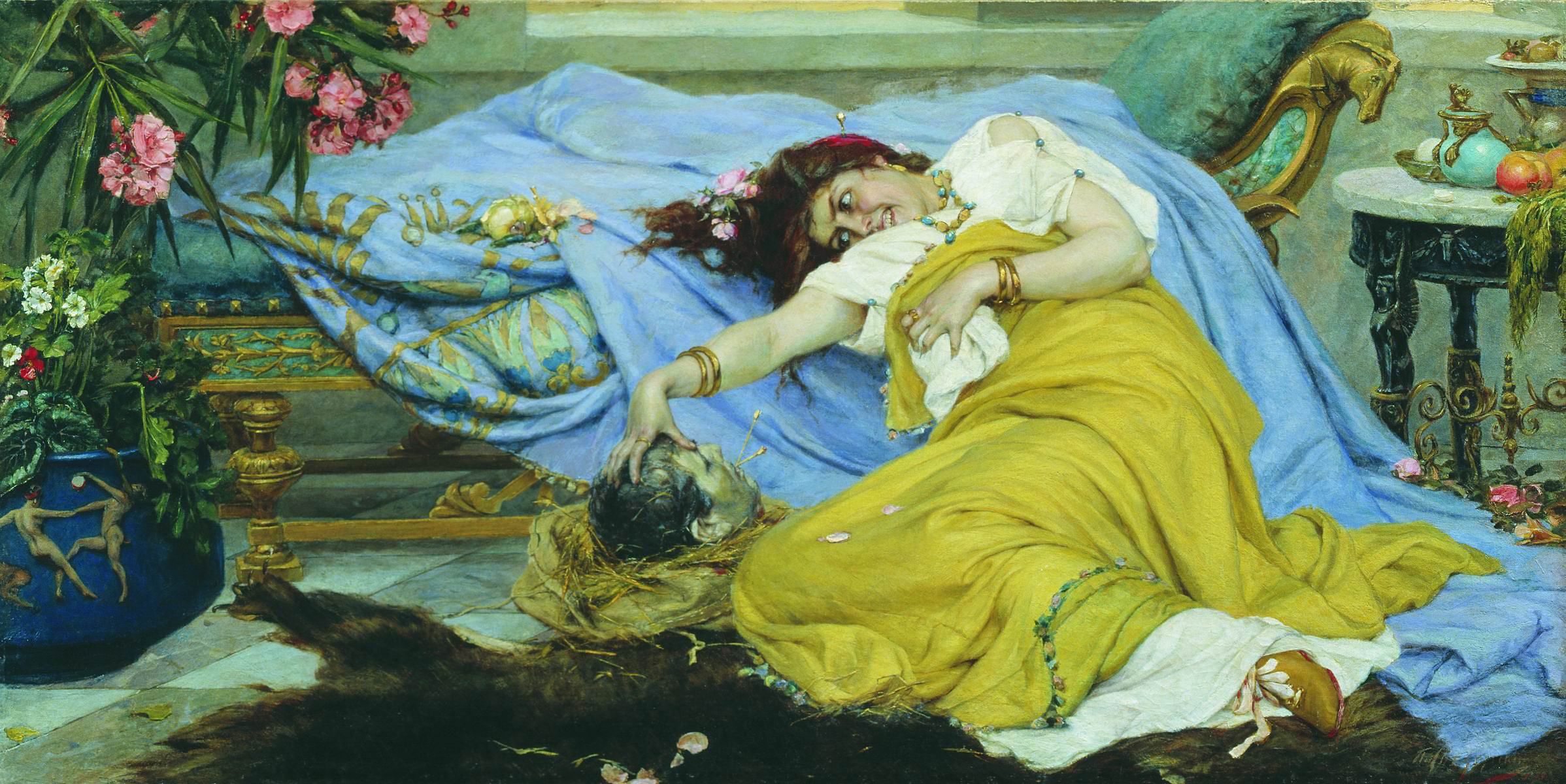
Фульвия с головой Цицерона (1898)
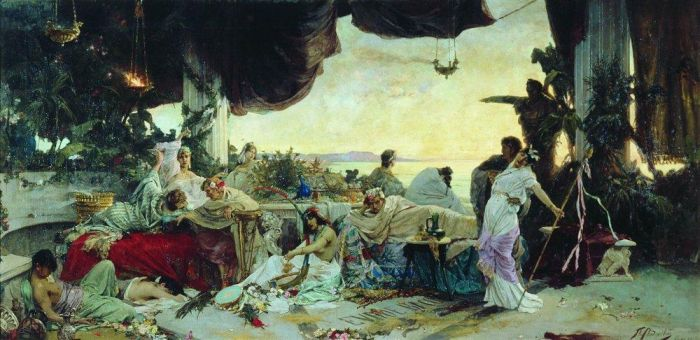
Оргия
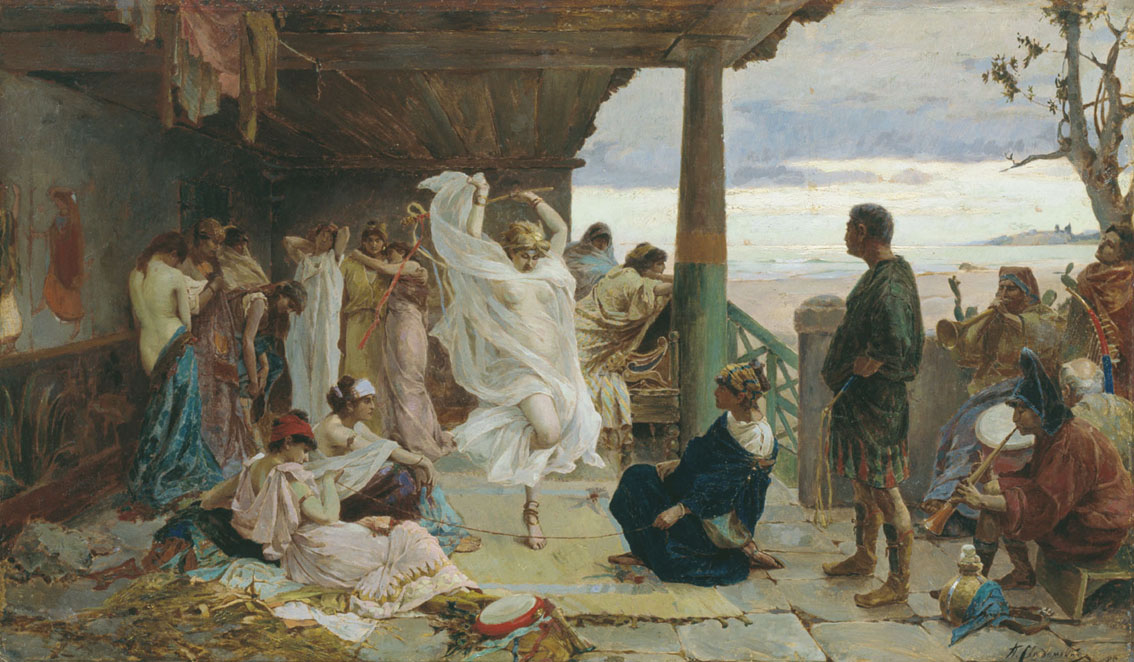
В гареме
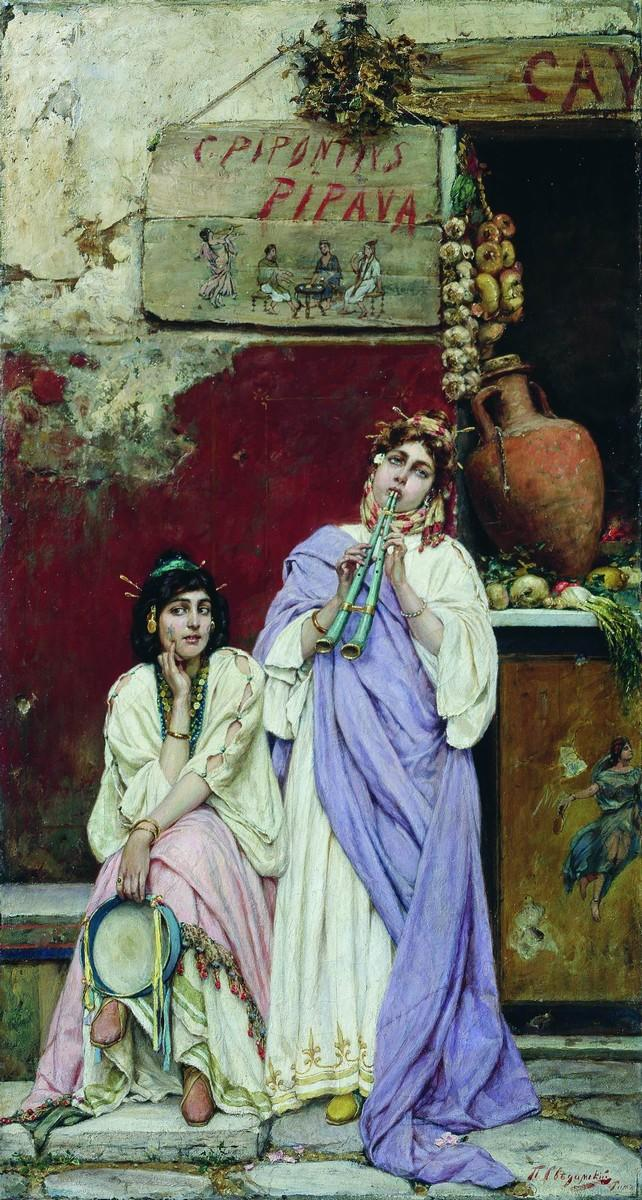
Две римлянки (1880-е годы)
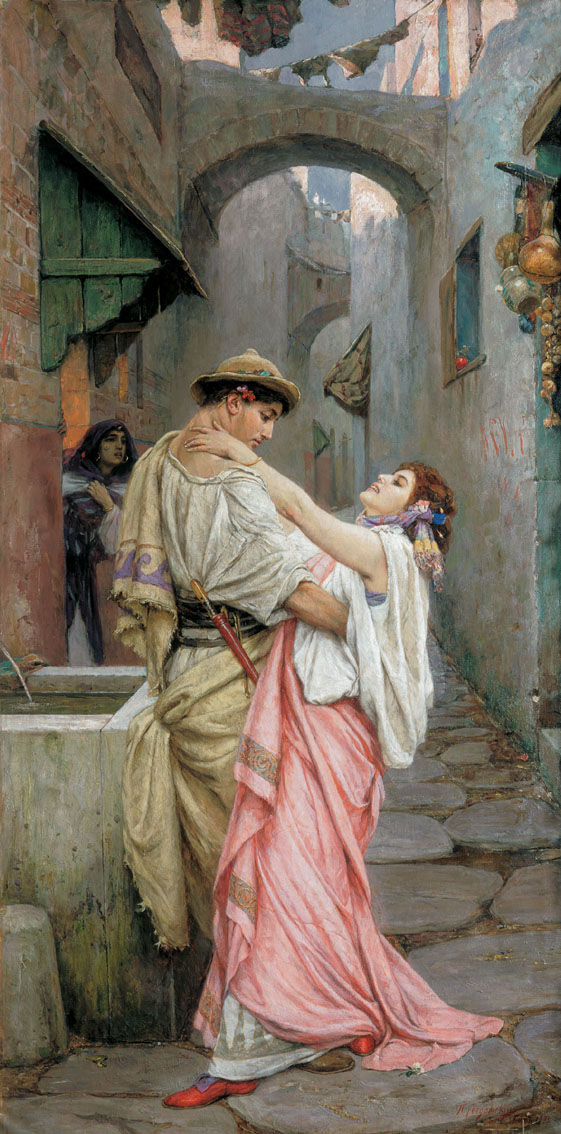
Мессалина (1900)
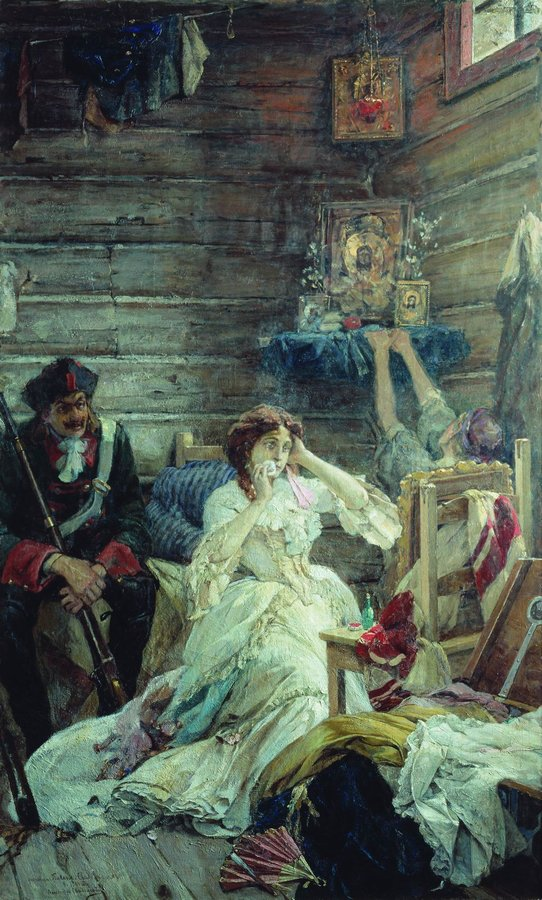
Мария Гамильтон перед казнью (1904)
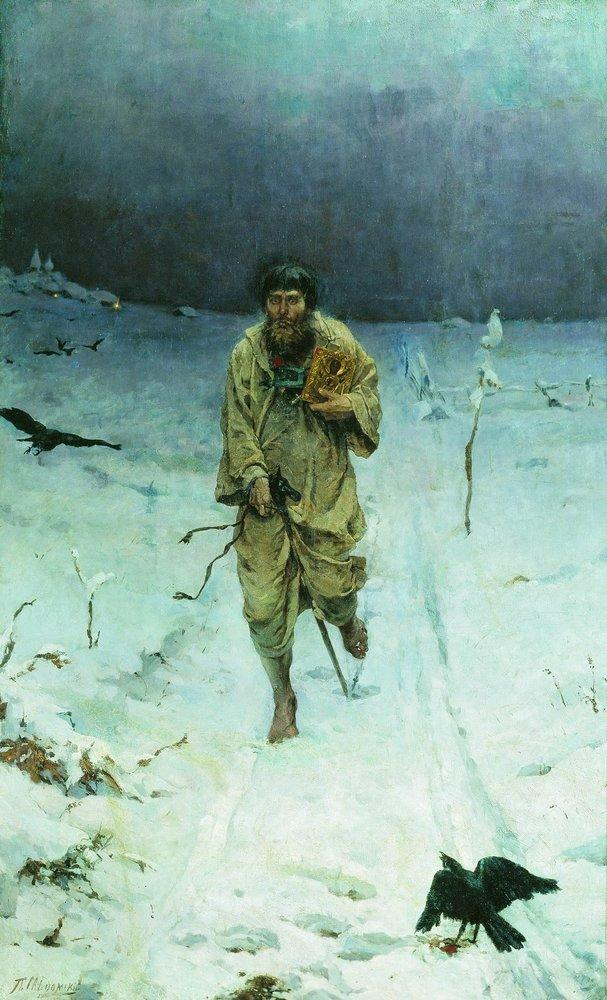
Юродивый (конец XIX века)